# Dred: una storia della grande palude
Dred: una storia della grande palude è un romanzo rosa di Harriet Beecher Stowe, pubblicato nel 1856. È il sequel di La capanna dello zio Tom che ebbe un profondo effetto sulla società americana riguardo alla schiavitù e contribuì al cambiamento alimentando la causa abolizionista.